# Heriades turcomanicus
Heriades turcomanicus là một loài Hymenoptera trong họ Megachilidae. Loài này được Popov mô tả khoa học năm 1955.